# Baryconus keralensis
Baryconus keralensis är en stekelart som beskrevs av T.C. Narendran 2001. Baryconus keralensis ingår i släktet Baryconus och familjen Scelionidae. Inga underarter finns listade.